# Georg Wilhelm Otto von Ries
Georg Wilhelm Otto (von) Ries (5. april 1763 i Hanau – 25. september 1846 i København) var en dansk officer og tysk digter.

## Officer
Han var søn af assessor i Rentekammeret og direktør ved Mønten Georg Kraft Ries og Charlotte Christine f. Niemeier og studerede i Giessen, især matematik og militære videnskaber. 1783 kom han til Danmark og blev ansat som løjtnant i det Slesvigske Regiment; 1788 kom han til Generalstaben, 1789 blev han kaptajn og adjudant hos kronprinsen, 1791 kaptajn i Kongens Regiment, senere i Marinekorpset, 1801 generaladjudant og daglig opvartende kavaler hos kongen samt major à la suite ved Landeværnet, 1802 bataljonskommandør ved Nordre sjællandske Landeværnsregiment og 1808 kammerherre. Han gik af som oberst med pension 1809 og bosatte sig i Reinbek ved Hamborg, senere i Altona og Plön, endelig i København. Han udnævntes 1842 til Kommandør af Dannebrogordenen og han døde i København 25. september 1846.

## Digter
Han optrådte ikke uden held som tysk digter og omtales i Adam Oehlenschlägers erindringer (IV, 88 ff.) som en ungdomsbekendt og senere fortrolig ven af denne. Han optrådte også som opfinder på det tekniske område, idet han 1804 modtog Videnskabernes Selskabs medalje for et af ham indsendt Instrument, kaldet "Topognom".

## Værker
- Gedichte, seinen Freunden gewidmet, herausgegeben von Anton Friedrichsen, København: Morthorst 1792.
- Balladen, andere Gedichte und kritische Versuche, København: Det Schubotheske Forlag 1817.
- Adolph Stelzfuss, ein Gedicht für Kinder und Kinderfreunde, Altona 1818.
- Die Sage vom Meister im Osten, allen freien Maurern gewidmet, Altona 1821.
- Knüttelgedichte, Erzählungen, Schwänke und ernste Balladen, Altona: Hammerich 1822.
- Martin Schott, des Kartenmachers Sohn, für Kinder und Kinderfreunde, Hamborg.